# Magúncia
Magúncia (alemany: Mainz, [ˈmaɪ̯nts]) és una ciutat d'Alemanya. Està situada a l'oest del país, a la riba esquerra del riu Rin, i és la capital i la ciutat més gran de l'estat de Renània-Palatinat. A la fi de l'any de 2023 tenia 223.318 habitants.
Magúncia és un centre administratiu, cultural i econòmic important. Té universitat des del 1477 i és la seu de la cadena de televisió oficial alemanya ZDF. Manté una forta rivalitat amb la ciutat de Wiesbaden (Hessen) situada enfront de Magúncia a l'altra riba del Rin.

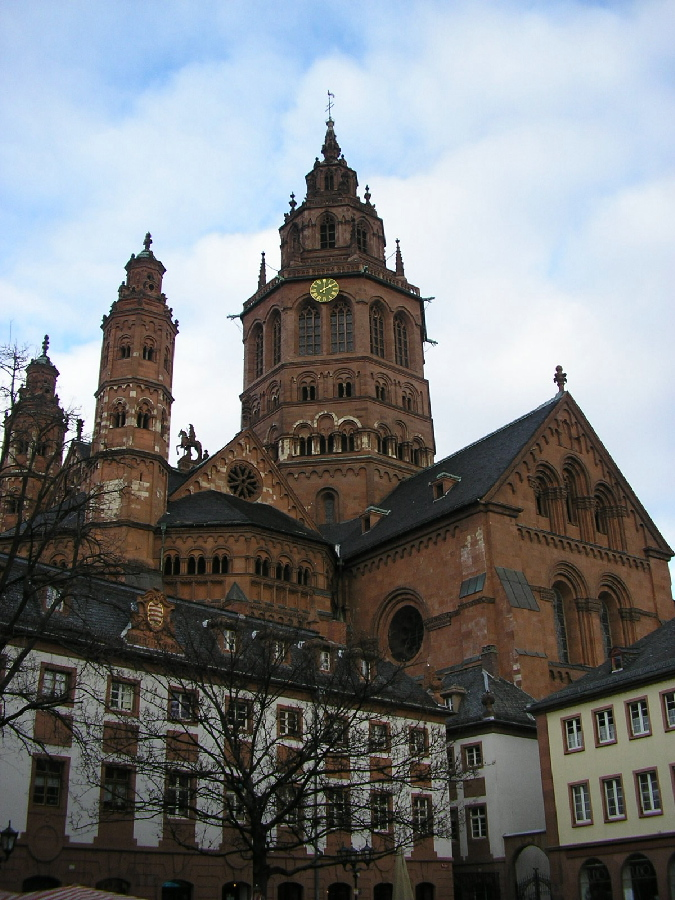
La Catedral de Magúncia

Han estat mestres de capella de la seva catedral famosos compositors, entre els quals hi va haver Georg Viktor Weber (1838-1911) i Georg Vierling, que ho fou l'any 1852.

## Nom
A l'antiguitat, el seu nom fou Mogoncíacum, tal com testimonien Tàcit Claudi Ptolemeu (Μοκοντιακόν, Mokontiakon; altres variants en llatí: Moguntiacum, Magontiacum, Maguntia, Moguntia, etc.)). L'arrel del mot (Mogon-, Magun- o Mogun-) podria provenir del nom de la divinitat celta Mogon, Mogons, Mogont o Mogunt, amb el sufix -acum, és a dir, 'terra de Mogon'. De les formes llatines Moguntia o Maguntia provenen les formes medievals i modernes catalanes, castellanes, franceses, alemanyes, etc.: Magúncia, Maguncia, Mayence, Mainz, etc.

## Història
Fou la capital de la província romana de la Germània Superior. Els francs van emboscar als vàndals en travessar el Rin, i van matar el seu rei, Godigisel. Els vàndals van ser rescatats pels alans que, sota el seu rei Respendial, van fer retrocedir als francs a la batalla de Mogoncíacum el 406. El pas del Rin va suposar una violació del que era el Limes Germanicus una de les fronteres més segures de l'Imperi Romà tardà i, per tant, va ser un moment crític en el declivi de l'Imperi Romà d'Occident que va desencadenar una onada de destrucció de ciutats romanes i va provocar l'ensorrament de l'ordre cívic romà al nord de la Gàl·lia. Aquests fets també van donar peu a l'alçament dels tres usurpadors a Britànnia, província que es va perdre. Així doncs, el pas del Rin va ser un punt d'inflexió en el transcurs de les invasions bàrbares, durant les quals diverses tribus germàniques van migrar cap a l'oest i cap al sud des del sud d'Escandinàvia i el nord de Germània.
L'arquebisbe de Magúncia fou un dels més poderosos prínceps alemanys a l'època del Sacre Imperi Romanogermànic, en ser un dels set prínceps electors.
A Magúncia, Johannes Gutenberg va crear la impremta.
En diversos moments històrics ha estat ocupada pels francesos.
Durant la Segona Guerra Mundial va patir forts bombardejos que van destruir el 80 % de la ciutat.
Està agermanada amb la ciutat de València des de 1978.

## Llocs d'interès
- Teatre romà de Magúncia
- Catedral de Magúncia, edifici emblemàtic de la ciutat i un bon exemple del romànic renanià, amb tocs del barroc.

## Fills il·lustres
- Bernhard Scholz (1835-1916) compositor musical
- Rodolf de Zähringen, bisbe del 1160 al 1167
- Robert Sondheimer, (1881-1956), compositor musical
- Wilhelm Ganz (1833-1914) compositor